# 本山美奈
本山 美奈（もとやま みな）は、日本の女性声優。主にアダルトゲームに声をあてている。

## 出演
太字はメインキャラクター。

### アダルトゲーム
2002年
- A.A.A.（観音崎摩耶）
- プチ死神プレコ（一條愛花、椎名歩）
- 性裁恥療〜恥辱の濡れる白衣〜（園村美雪）
- ガンシスター（リリアルド）

2003年
- 斬魔大聖デモンベイン（ライカ）
- 待宵草〜まつよいぐさ〜（紅巴）
- 雪桜（伊東千賀子）
- 拐〜カドワカシ〜（蔵島朋子）
- 真実の扉 君と綴る物語（佐倉雪那）
- ぷにつま 奥さんはあなた色（桜宮由姫）
- あなたの幼妻（住吉未緒）
- パティシエなにゃんこ
- 尽くして雀（赤坂玲緒）
- 黒の図書館（一色春奈）
- サンダークラップス!（ローズデバイス）
- アキバでお茶しよ!（藤城みゆり）
- ECLIPSE〜絶対隷奴計画・喪失少女〜（エピカ・坂崎）

2004年
- 教えてあげちゃう2（舞岡紅葉）
- ハードラヴ（相澤美紀[1]）
- DINGIR（ギルス）
- 終の館〜罪と罰〜（馴実水蓮）
- ホームメイド -Homemaid-（2004年 - 2008年、馴実蓮奈） - 2作品[一覧 1]
- 魔法とHのカンケイ。（美咲鳴）[2]
- せいぎのみかた〜ただいま着替え中〜（瀧野涼香）
- ちびママ（マミ）
- ぷにぷに☆はんどメイド（ゆい）

2005年
- 魔法少女沙枝 Vol.1 - 3、でらっくす（2005年 - 2012年、西島翔子） - 4作品
- School Days（足利知恵）
- 妖精さんといっしょ〜遠い空の下で〜（水奏）
- 群青の空を越えて（久我聡美）
- ラストストーリーはあなたへ（雪の中の女の子、うー子（三匹の子豚）、四女（みにくいアヒルの子）、鬼の三女（桃太郎）、乙姫（浦島太郎））
- 夜明け前より瑠璃色な（2005年 - 2009年、穂積さやか） - 2作品[一覧 2]
- Gift 〜ギフト〜（ジンタ、藤宮夫人、野々村美凪、畑中部長）
- ちょっと素直にどんぶり感情（牧村みのり）
- えろぼーん（初音）

2006年
- 春恋*乙女 〜乙女の園でごきげんよう。〜（楠原彩夏、那岐沢千砂）
- ななついろ★ドロップス（小岩井フローラ）
- Lamento -BEYOND THE VOID-（マナ）
- たまたま 〜となりの彼女は声優のたまご。たまたま生まれた恋のたまごが…（初芝莉子）
- たまたまクリスマスBOX（初芝莉子）
- とりかえっ娘しよッ！〜彼氏彼女の秘密の関係〜（佐倉梨乃）
- Gift にじいろストーリーズ（野々村美凪、藤宮夫人、ジンタ、ばーさん）
- カラフルアクアリウム（トーコ・フェラレーレ・タツミ）

2007年
- あかね色に染まる坂（霧生つかさ）
- ひとゆめ（道上佐和子）
- タイムリープ（2007年 - 2009年、川澄遥） - 2作品
- 魔が堕ちる夜 デーモニックプリンセス（シェリスエルネス・ザーバッハ）
- Figurehead（シュリーレン）
- うつりぎ七恋天気あめ（霍野茉清）
- アメサラサ 〜雨と、不思議な君に、恋をする〜（三本木倖）
- 恋姫†無双 〜ドキッ☆乙女だらけの三国志演義〜（関羽）
- テレビの消えた日（穂坂七海）
- 桃華月憚（守東由美子）
- IZUMO3（黒崎夕子、夜刀神）
- 聖なるかな -The Spirit of Eternity Sword 2-（ナーヤ＝トトカ・ナナフィ）

2008年
- Maria〜天使のキスと悪魔の花嫁〜（マリア・ラースフェルド）
- FANTASICAL（カーラ）
- あるすまぐな! -ARS:MAGNA-（峰崎紗久良）
- ヒロインズナイトメア Vol.2（御堂茜）
- 真・恋姫†無双 〜乙女繚乱☆三国志演義〜（関羽）
- MESSIAH Paranoia∞Paradox（アリス）
- ぴこぴこ〜恋する気持の眠る場所〜（デューイ）
- 夢見白書（夢川翔子）
- 媚肉の香り ネトリネトラレヤリヤラレ（進藤由紀）
- 媚肉の香り 番外編 由紀の香り（進藤由紀）
- さくらシュトラッセ（綾瀬美咲）
  - さくらんぼシュトラッセ（綾瀬美咲）
- 少女魔法学リトルウィッチロマネスク editio perfecta（メレット）

2009年
- はらぷり〜ぬるぬる孕みたがりプリンセス〜（麻里）
- Signal Heart（星乃美子）

2010年
- 失われた未来を求めて（佐々木詩織）
- School Days HQ（役名非公表）
- Cross Days（足利知恵）
- Chu×Chuアイドる シリーズ（2010年 - 2011年、万里ちさと）- 2作品[一覧 3]
- FUTA・ANE〜ふたあね〜 bitter&sweet（山城春奈）
- 処女はお姉さまに恋してる 2人のエルダー（真行寺茉清）
- 真・恋姫†無双 〜萌将伝〜（関羽）
- 11eyes -Resona Forma-（ソフィア・ミーズリー）

2011年
- 輝光翼戦記 銀の刻のコロナ（2011年 - 2013年、遠野明日翔[3][4]）- 2作品

2012年
- ウィッチズガーデン（片山よし子）
- 聖なるかな Special Edition（ナーヤ＝トトカ・ナナフイ）
- 真剣で私に恋しなさい!S（武蔵坊弁慶[5]）
- 恋色マリアージュ（森川美穂乃[6]）
- プリズマティックプリンセス☆ユニゾンスターズ（小岩井フローラ[7]）
- ふたあねHs〜若葉とあやめのLOVEエロ物語〜（山城春奈[8]）

2013年
- 真剣で私に恋しなさい!A-1（武蔵坊弁慶）
- 真剣で私に恋しなさい!A-2 / A-3 / A-4 / A-5（2013年 - 2016年、武蔵坊弁慶）- 4作品

2014年
- 野球拳 Strip Battle Days（足利知恵）

2015年
- 真・恋姫†英雄譚（2015年 - 2023年）- 5作品
  - 1 〜乙女艶乱☆三国志演義［蜀］〜（2015年、関羽）
  - 2 〜乙女艶乱☆三国志演義［魏］〜（2015年、関羽）
  - 123+PLUS 〜乙女艶乱☆三国志演義〜（2016年、関羽）
  - 5 〜乙女耀乱☆三国志演義［魏］〜（2023年、関羽）
  - 外伝 -白月の灯火-（2023年、関羽）

2016年
- 真・恋姫†夢想〜天下統一伝〜（関羽）
- 恋姫†夢想〜英雄烈伝〜（関羽）

2017年
- 真・恋姫†夢想-革命-（2017年 - 2019年）- 3作品
  - 蒼天の覇王（2017年、関羽）
  - 孫呉の血脈（2018年、関羽）
  - 劉旗の大望（2019年、関羽[9]）

2021年
- 巣作りカリンちゃん -星詠みの神託-（アイシャ[10]）

2023年
- 真・恋姫†英雄譚 5 ～乙女耀乱☆三国志演義［魏］～（関羽）
- 真・恋姫†英雄譚外伝 -白月の灯火-（関羽）

### 一般ゲーム
- ホームメイド〜終の館〜（2005年、馴実蓮奈）
- カラフルアクアリウム〜My Little Mermaid〜（2007年、トーコ・フェラレーレ・タツミ）
- 夢見白書〜Second Dream〜（2008年、夢川翔子）
- 聖なるかな -オリハルコンの名の下に-（2012年、ナーヤ＝トトカ・ナナフィ）

### アダルトアニメ
2004年
- 詩乃先生の誘惑授業（飯島さやか）

2006年
- 魔が堕ちる夜（シェリスエルネス・ザーバッハ）
- 魔法少女沙枝（西島翔子）

2007年
- 洗濯屋しんちゃん（浅井さやか）

2008年
- 春恋*乙女 〜乙女の園で逢いましょう。〜（楠原彩夏）

### ドラマCD
2006年
- ドラマCD「夜明け前より瑠璃色な〜Fairy tale of Luna〜」（穂積さやか）
- 天使の雫 付録ドラマCD「明るい家族関係」（静香）

2007年
- 二次元ドリームマガジン イラストレーションズ 同梱特典CD（御堂茜、アリサ）

2008年
- MESSIAH ANOTHER MENU TASTE SWEET（アリス）

2009年
- ドラマCD「夜明け前より瑠璃色な〜The other side of LUNA〜」（穂積さやか）

2010年
- 快感バージンハーレム（木下鳴）

2016年
- 真・恋姫†英雄譚123+PLUS サントラ+ドラマCD（関羽）

## ディスコグラフィ

### キャラクターソング
| 発売日   | 商品名                                                                | 歌 | 楽曲                                                                                             | 備考                                                                   |
| 2004年   | 2004年                                                                | 2004年                                                                                                   | 2004年                                                                                           | 2004年                                                                 |
| -------- | --------------------------------------------------------------------- | --- | ------------------------------------------------------------------------------------------------ | ---------------------------------------------------------------------- |
| 8月14日  | ぷにぷに☆はんどメイド ORIGINAL SOUNDTRACK                             | ぽち子（榊原ゆい）、黒姫（葉月ミカ）、ゆい（本山美奈）                                                   | 「ひろなおのために作ったうた」                                                                   | PCゲーム『ぷにぷに☆はんどメイド』エンディングテーマ                    |
| 2007年   |                                                                       | |                                                                                                  |                                                                        |
| 10月26日 | 「恋姫†無双」覇王プロジェクト〜ハオプロ〜 蜀軍合唱の陣                | 関羽（本山美奈）、趙雲（野神奈々）、張飛（芹園みや）、諸葛亮（楠鈴音）、馬超（桜川未央）、黄忠（飯田空） | 「羽ばたけッ恋心☆」                                                                              | PCゲーム『恋姫†無双 〜ドキッ☆乙女だらけの三国志演義〜』関連曲          |
| 2008年   |                                                                       | |                                                                                                  |                                                                        |
| 4月11日  | タイムリープ キャラクターディスク 悠＆遥                              | 葉山悠（鈴原たると）、川澄遥（本山美奈）                                                                 | 「森のダンスパーティ」                                                                           | ゲーム『タイムリープ』関連曲                                           |
| 8月22日  | 「恋姫†無双」覇王プロジェクト〜ハオプロ〜 ユニットの陣 ドS組          | 関羽（本山美奈）、曹操（乃嶋架菜）、趙雲（野神奈々）、呂布（井村屋ほのか）                               | 「GO!」                                                                                          | PCゲーム『恋姫†無双 〜ドキッ☆乙女だらけの三国志演義〜』関連曲          |
| 2009年   |                                                                       | |                                                                                                  |                                                                        |
| 8月14日  | タイムリープぱらだいす ボーカル・サウンドコレクション コンプリートBOX | 川澄遥（本山美奈）                                                                                       | 「Happy Leap」 「悠久の翼」 「リトルバスターズ!」 「鳥の詩」 「そらうた」 「君に再び会えた奇跡」 | ゲーム『タイムリープぱらだいす』関連曲                                 |
| 9月25日  | 真・恋姫†無双 キャラクターソングアルバム                              | 関羽（本山美奈）、趙雲（野神奈々）                                                                       | 「恋風刹那」                                                                                     | PCゲーム『真・恋姫†無双 〜乙女繚乱☆三国志演義〜』関連曲                |
| 2013年   |                                                                       | |                                                                                                  |                                                                        |
| 4月26日  | 真剣で私に恋しなさい!A-1 ボーカルCD                                   | 武蔵坊弁慶（本山美奈）、黛沙也佳（木村あやか）、忍足あずみ（マルコ）                                     | 「恋のAは真剣勝負」                                                                              | PCゲーム『真剣で私に恋しなさい!A-1』オープニングテーマ                 |
| 4月26日  | 真剣で私に恋しなさい!A-1 ボーカルCD                                   | 武蔵坊弁慶（本山美奈）                                                                                   | 「恋のAは真剣勝負 弁慶ver」                                                                      | PCゲーム『真剣で私に恋しなさい!A-1』武蔵坊弁慶ルートエンディングテーマ |

### シリーズ一覧
1. ↑  「本編」（2004年）、『ホームメイド スイーツ』（2008年）
2. ↑  「無印」（2005年）、『-Moonlight Cradle-』（2009年）
3. ↑  『Chu×Chuアイドる2 -melodies×memories-』（2010年）、『Chu×Chu! on the move 〜絢爛時空の歌姫祭〜』（2011年）